# Michael Lüth
Michael Lüth (* 28. Juni 1955 in Freiburg im Breisgau) ist ein deutscher Botaniker. Sein offizielles botanisches Autorenkürzel lautet „Lüth“.

## Leben
Lüth erlernte zunächst den Beruf eines Goldschmieds und studierte ab 1980 an der Albert-Ludwigs-Universität Freiburg die Fächer Geobotanik, Limnologie, Pflanzenphysiologie und Pharmakologie.
In seiner Diplomarbeit, die von Otti Wilmanns betreut wurde, untersuchte er die Moosgesellschaften auf Blockhalden im Südschwarzwald. In der Folge wurde Lüth zu einem der profiliertesten Bryologen in Baden-Württemberg und Deutschland. Durch mehrere Forschungsreisen unter anderem nach Rumänien, Griechenland, Island oder Südamerika haben seine Moosforschungen internationale Bedeutung gewonnen. Lüth hat außerdem die Moosvegetation mehrerer Mittelmeerinseln erforscht, so die von Kreta, Zypern, Malta und Sardinien. 2010 unternahm Lüth eine bryologische Exkursion nach Nordindien.
Vor allem die Herausgabe seines "Bildatlas der Moose Deutschlands", in dem er die Moosarten mit fotografischen Darstellungen am Standort bis hin zu mikroskopischen Präparaten präsentiert, hat in Fachkreisen hohe Anerkennung gefunden.
Lüth ist freiberuflicher Biologe und Landschaftsplaner. Schwerpunkte seiner beruflichen Arbeit sind u. a. die Kartierung und Beschreibung von Moosen. Außerdem gehören Floristik, Ökologie, Pflanzensoziologie und Naturschutz zu seinen Arbeits- und Forschungsgebieten.

## Ehrungen
- 2008: Fritz-Koppe-Preis zur Förderung der Mooskunde zusammen mit Oliver Dürhammer und Adam Hölzer

## Veröffentlichungen
- Moosgesellschaften und Gesellschaftskomplexe auf Blockhalden im Südschwarzwald in der Umgebung Freiburgs, M. Lüth, Karlsruhe: Landesanstalt für Umweltschutz Baden-Württemberg, 1990.  ISBN 3-88251-156-7
- Felsen und Blockhalden, M. Lüth, Karlsruhe: Landesanst. für Umweltschutz Baden-Württemberg, 1993, 2001 in der Reihe Biotope in Baden-Württemberg
- Bildatlas der Moose Deutschlands, M. Lüth (Hrsg.):
  - Band 1: Grimmiaceae, 2006
  - Band 2: Polytrichaceae, 2006
  - Band 3: Pottiaceae, 2006
  - Band 4: Bryaceae, M. lüth, Matthias Arens 2007
  - Band 5: Andreaeaceae bis Timmiaceae, 2008
  - Band 6: Amblystegiaceae bis Thuidiaceae, 2009